# Црква Рођења Светог Јована Крститеља у Кетфељу
Црква Рођења Светог Јована Крститеља је православна црква у месту Кетфељ, жупанија Тимиш, Румунија. Припада Епархији темишварској Српске православне цркве. Представља историјски споменик Румуније.

## Историја
Пећки калуђери су 1666. забележили да Кетфељ има месног пароха, док се према предању у месту налазила црква земуница. Приликом премештања села, почетком 18. века изграђена је црква од плетера. Место где се налазила данас је обележено дрвеним крстом са натписом. Каснијим уређењем насеља, започета је градња нове цркве 1746. године. Следеће године је изградња завршена. Према запису из 1758. црква је била од печене цигле, са двоја врата и четири прозора, дрвеним торњем са звоником и кровом од шиндре. Свод је био од дасака, темпло од цигле и имала је тридесетак икона. Почетком 19. века зграда је темељно обновљена и донекле измењена. Дограђен је 1817. торањ са звоником, проширени су прозори и направљен је нови иконостас. Црквени свод је фрескописан. Током 20. века храм је више пута оправљан. Зидан је нови торањ 1912. године, док су освежавање и чишћење слика радили Јован Мартин 1900. и Велизар Павловић 1957—1960. године. 
Здање је у облику лађе, са лучном олтарском апсидом, торањ је сасвим изван лађе, на стубовима уз западни зид са отвореним предворјем. У торњу се налазе четири звона и сатни механизам. Најстарија црквена књига је Метч духовниј из 1666. године, док су остаке углавном из 18. и 19. века. У црквеној порти се налази надгробно обележје свештеника Јована Крениковића из 19. века и споменик у облику пирамиде жртвама оба светска рата.

## Иконостас
На иконостасу су радили сликар Теодор Свиленгаћин из Модоша, позлатар Василије Дерешћа из Печке, док резбар није познат. Приказане су у соклу Свети Никола руши идоле, Бекство у Египат, Кушање Христа и Усековање, на царским дверима Благовести, на бочним Свети Козма, односно Свети Дамјан, изнад бочних двери Каменовање Светог Стефана, односно Жртва Аврамова, престоне иконе Свети Никола, Богородица, Спаситељ и Претеча, централна икона Крунисање Богородице, бочно са обе стране иконе Светих апостола, у луку тематски склоп Распећа и бочно са обе стране по шест сцена страсти Христових.